# Zentraler Hauptkamm der Allgäuer Alpen

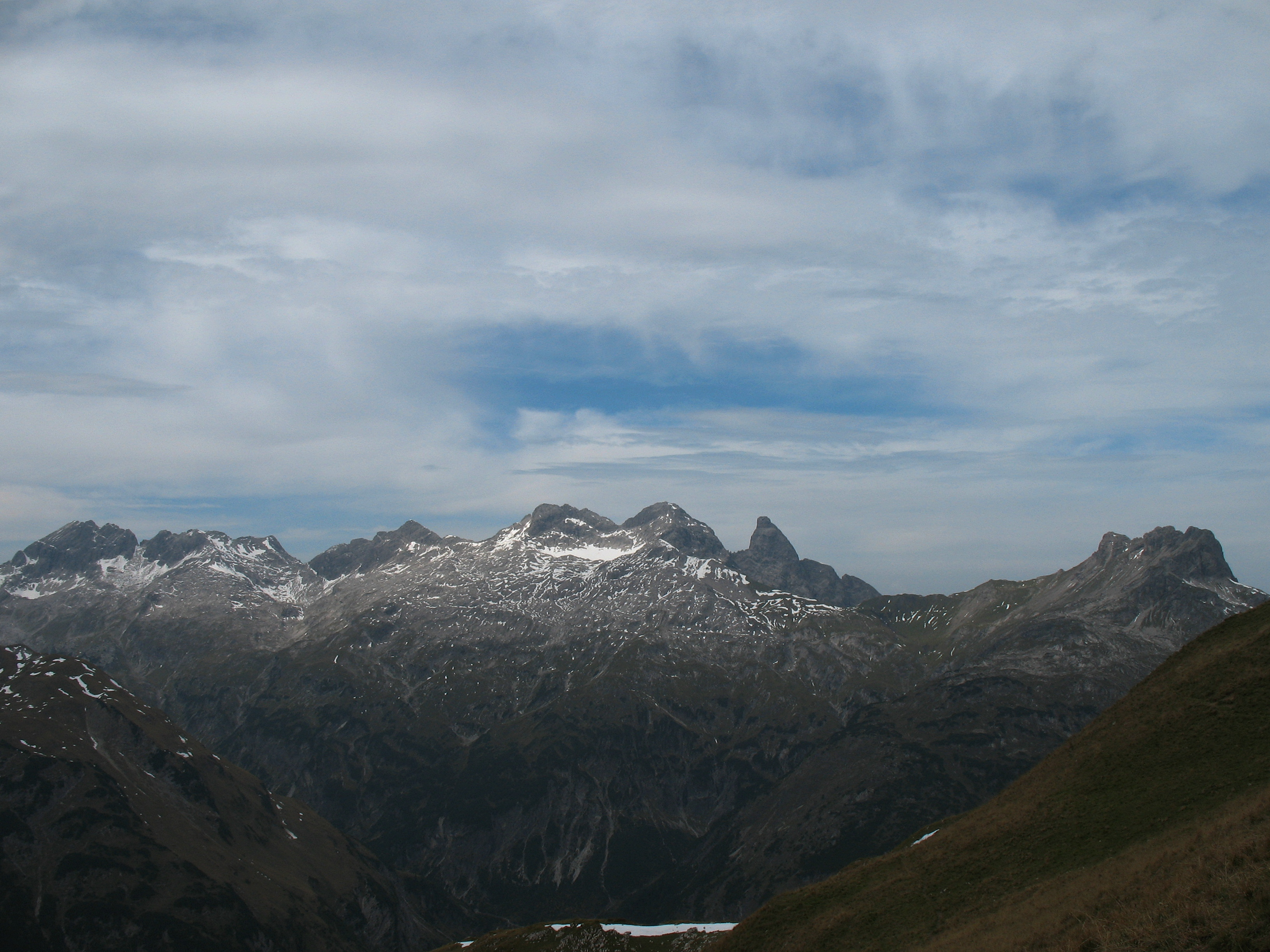
Hauptgipfel des Hauptkamms

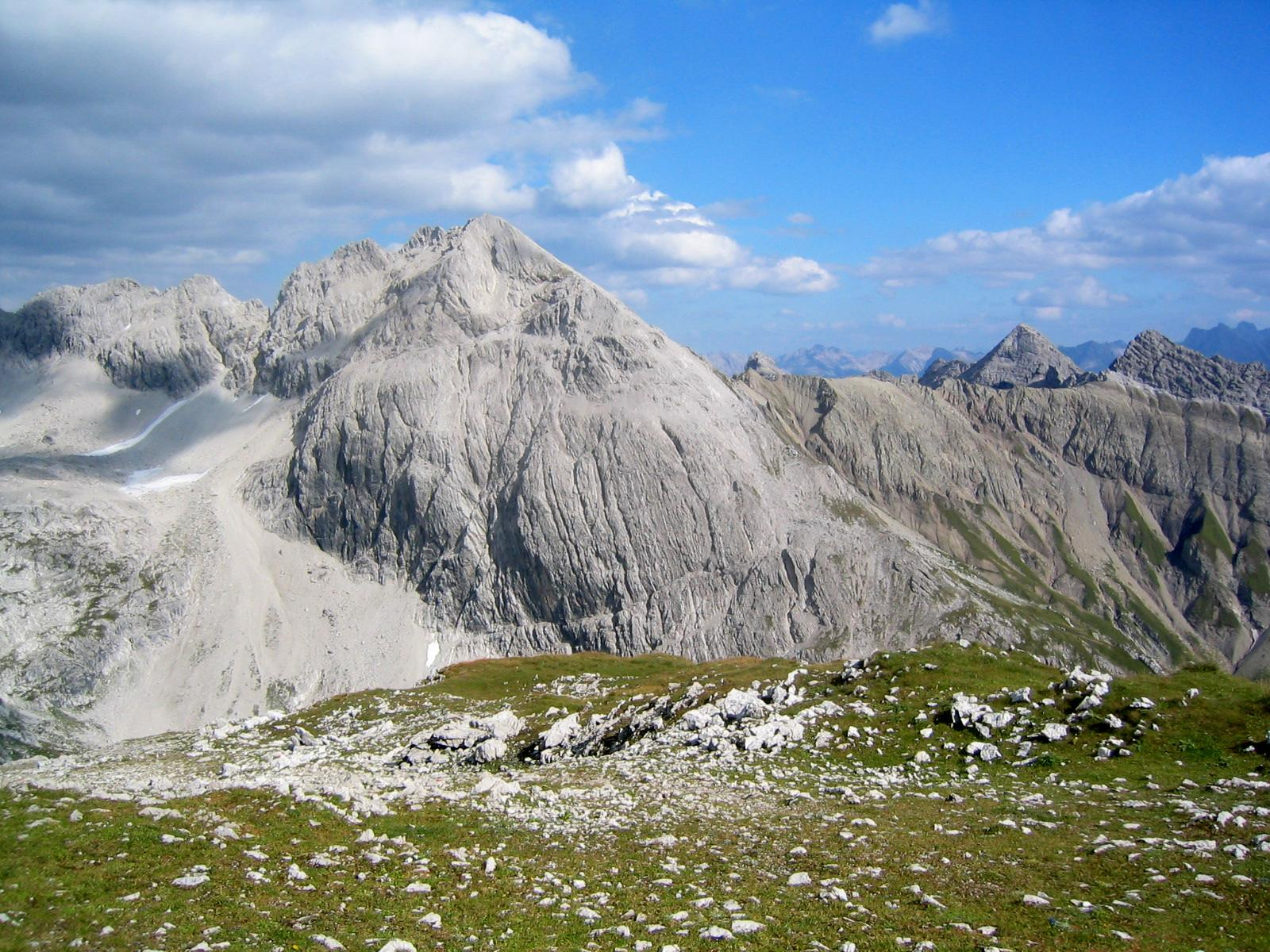
Hohes Licht

Der Zentrale Hauptkamm der Allgäuer Alpen ist eine Untergruppe der Allgäuer Alpen in Deutschland und Österreich. Mit 2651 Metern Höhe ist das Hohe Licht der höchste Gipfel der Untergruppe, die damit die zweithöchste Gruppe der Allgäuer Alpen ist. In diesem Teil der Alpen liegt auch das berühmte „Dreigestirn“ aus Trettachspitze, Mädelegabel und Hochfrottspitze, durch deren Flanken der bekannte Heilbronner Weg verläuft. Den südlichsten Berg Deutschlands stellt der in der Gruppe liegende Biberkopf dar. Mit der Rappenseehütte bietet eine der größten Alpenvereinshütten überhaupt Übernachtungsmöglichkeiten.

## Grenzen und Umgebung
Von Oberstdorf im Norden ausgehend verläuft die Grenze des Zentralen Hauptkamms durch das Trettachtal nach Süden und weiter das Tal des Sperrbachs mit dem Sperrbachtobel hinauf zum Mädelejoch (1973 m). Auf der anderen Seite verlaufen die Täler von Roßgumpenbach und Höhenbach immer weiter nach Süden ins Lechtal bei Holzgau. Der Lech aufwärts bildet die Grenze bis zur Einmündung des Krumbachs, welchem folgend der Grenzverlauf zum Schrofenpass (1688 m) führt. Die Täler von Rappenalpbach und Stillach sind die westliche Begrenzung der Gruppe bis nach Oberstdorf zurück.
Umgebende Untergruppen sind im Osten die Höfats- und Rauheckgruppe sowie die Hornbachkette, mit der der Hauptkamm über das Mädelejoch verbunden ist. Nach Süden liegen auf der anderen Seite des Lechtals die Lechtaler Alpen. Im Westen geht der zentrale Hauptkamm im Schrofenpass zu den Südöstlichen Walsertaler Bergen über.
Innerhalb des zentralen Hauptkamms kann man die Untergruppe noch weiter unterteilen. Den Westteil bilden die Rappenalpen, nach Osten gefolgt von der Hochlicht- und Peischelgruppe. Im Nordosten schließt sich die Mädelegruppe an, die nach Norden im Himmelschrofenzug ins Illertal hinausläuft.
Überwiegend befindet sich die Untergruppe auf deutschem Staatsgebiet und im Bundesland Bayern. Zwischen Schrofenpass und Mädelejoch verläuft über die Gipfel zwischen Biberkopf und Kratzer die Staatsgrenze zu Österreich und dessen Bundesland Tirol. Umfassende Gemeindegebiete sind damit Oberstdorf, Holzgau und Steeg.

## Berge

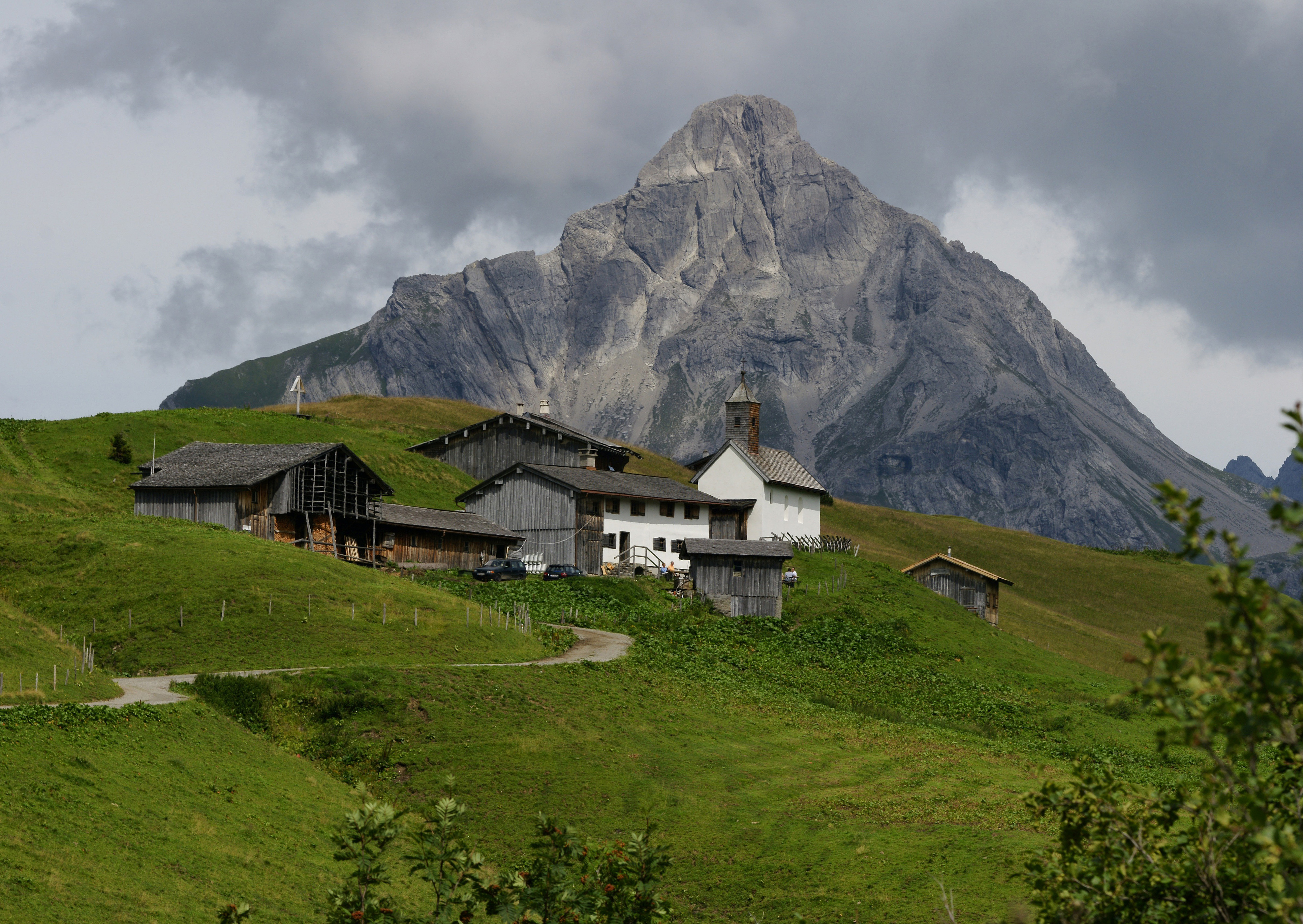
Biberkopf

Höchster Punkt der Gruppe ist das Hohe Licht mit 2651 Metern Höhe und zweithöchster Berg der Allgäuer Alpen. Es folgt die Hochfrottspitze (2649 m), der dritthöchste Berg. Weitere markante Berge sind der Bockkarkopf (2609 m), Biberkopf (2599 m), Trettachspitze (2595 m), Ellbogner Spitze (2552 m), Rotgundspitze (2485 m), Rappenseekopf (2468 m), Hochgundspitze (2460 m), Muttekopf (2431 m), Kratzer (2428 m), Hochrappenkopf (2424 m), Hinterer Wildgundkopf (1955 m), Grüner (1913 m) und Himmelschrofen (1791 m).

## Geologie
Im Bereich des zentralen Allgäuer Hauptkamms ist die Überschiebung der Lechtaldecke auf die Allgäuschichten zu beobachten und das Erscheinungsbild der Berge dadurch geprägt. Im Sockel bestehen die Berge aus Fleckenmergel der Allgäuschichten, die vom Hauptdolomit der Lechtaldecke überschoben wurde und damit die oberen Bereiche der Berge bildet.

## Seen

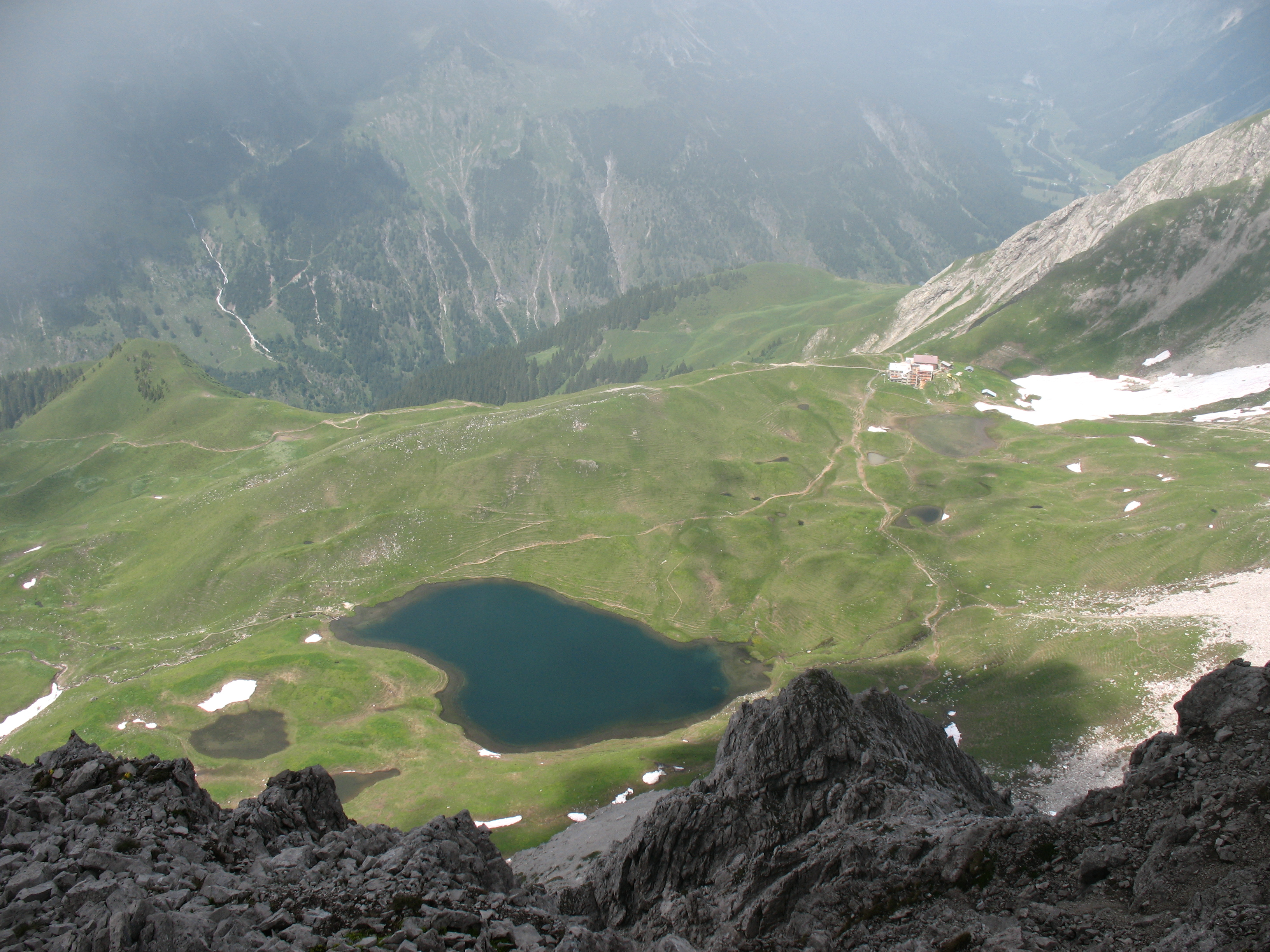
Rappensee

Die letzten Kaltzeiten haben im Bereich des zentralen Hauptkamms einige Seen in Karmulden hinterlassen. Neben dem Rappensee (2047 m) befinden sich in der Karmulde unter dem Rappenseekopf noch weitere kleine Seen. Daneben liegen noch der Schochenalpsee, der Wildmahdkarsee und ein unbenannter See im Peischelkar in der Untergruppe.

## Botanik
Ein Großteil der Fläche des Zentralen Allgäuer-Hauptkamms liegt im Naturschutzgebiet Allgäuer Hochalpen.
Dort, wo der Untergrund von Fleckenmergel gebildet ist, sorgt dieser für botanische Artenvielfalt. An den Flanken des Linkerskopfes (2459 m) findet sich der einzige Standort des Gletscher-Hahnenfuß (Ranunculus glacialis) in Bayern. Exemplarisch wird an den Westhängen des Himmelschrofenzugs um den Einödsberg (1589 m) die Flora und Fauna der Allgäuer Mattenflora untersucht. Selten oder bemerkenswert sind dabei diverse Arten der Pflanzengattung Frauenmantel, darunter Trauben-Frauenmantel (Alchemilla racemulosa) und Rotscheidiger Frauenmantel (Alchemilla rubristipula); Degens Eisenhut (Aconitum degenii), Gewöhnliches Katzenpfötchen (Antennaria dioica), Echte Edelraute (Artemisia muttelina), Alpen-Tragant (Astragalus alpinus), Südlicher Tragant (Astragalus australis), Gletscher-Tragant (Astragalus frigidus), Blasen-Tragant (Astragalus penduliflorus), diverse Seggen, darunter Trauer-Segge (Carex atrata), Bräunliche Segge (Carex brunnescens), Schuppenfrüchtige Gelb-Segge (Carex lepidocarpa) und Vogelfuß-Segge (Carex ornithopoda); Alpen-Hornkraut (Cerastium alpinum), Scheiden-Kronwicke (Coronilla vaginalis), Alpen-Heilglöckchen (Cortusa matthioli), Mittlerer Lerchensporn (Corydalis intermedia), Gewöhnliche Zwergmispel (Cotoneaster integerrimus), Großköpfiger Pippau (Crepis conyzifolia), Alpen-Flachbärlapp (Diphasiastrum alpinum), Fladnitzer Felsenblümchen (Draba fladnizensis), Berufkräuter wie Echtes Alpen-Berufkraut (Erigeron alpinus) und Drüsiges Berufkraut (Erigeron atticus); verschiedene Enziane, darunter Rundblättriger Enzian (Gentiana orbicularis), Feld-Kranzenzian (Gentianella campestris) und Zarter Fransenenzian (Gentianella tenella); Bunter Wiesenhafer (Helictotrichon versicolor), viele Habichtskräuter, darunter Grauzottiges Habichtskraut (Hieracium piliferum), Kurzgabeliges Habichtskraut (Hieracium brachycomum), Braunrötliches Habichtskraut (Hieracium fuscescens), Dunkelbraunes Habichtskraut (Hieracium fuscum), Rotes Habichtskraut (Hieracium rubrum) und Grünblättriges Habichtskraut (Hieracium viridifolium); Dreiblütige Binse (Juncus triglumis), Kleine Mutterwurz (Ligusticum mutellinoides), Späte Faltenlilie (Lloydia serotina), Braune Hainimse (Luzula alpinopilosa), Felsen-Miere (Minuartia rupestris), Gamander-Sommerwurz (Orobanche teucrii), Zottiges Fingerkraut (Potentilla crantzii), Großblättrige Weide (Salix appendiculata) und Gewöhnliche Alpenscharte (Saussurea alpina).

## Alpinismus

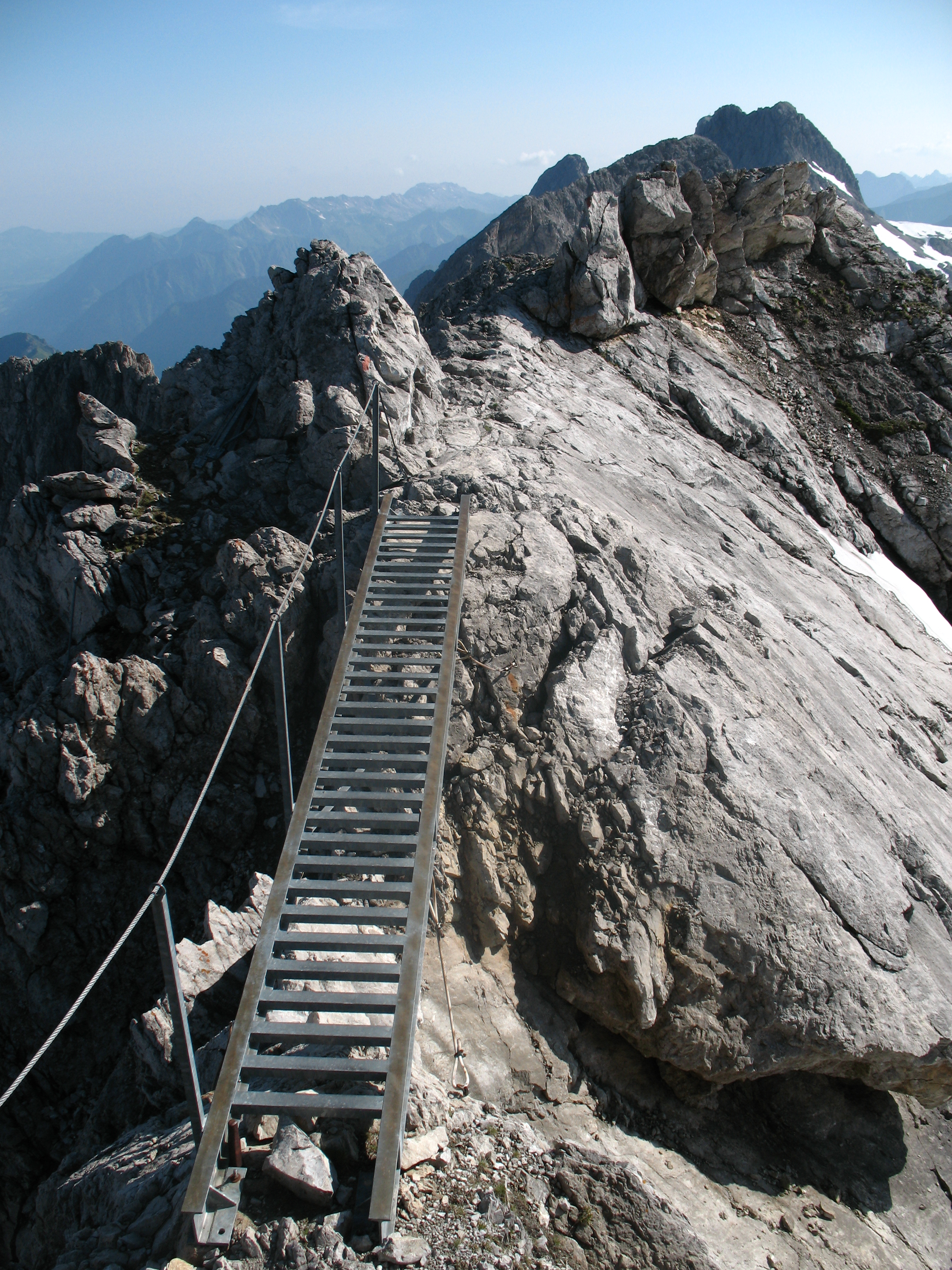
Leiterbrücke am Heilbronner Weg

Mit der Rappenseehütte (2091 m), die 342 Schlafplätze bietet, und der Kemptner Hütte (1844 m), 290 Schlafplätze anbietend, liegen zwei sehr große Alpenvereinshütten in der Untergruppe. Als weitere Stützpunkte stehen das Waltenberger-Haus (2085 m) und die privat geführte Enzianhütte (1780 m) zur Verfügung.

### Wandern und Bergsteigen
Die beliebteste Bergtour im zentralen Hauptkamm der Allgäuer Alpen ist der Heilbronner Weg. Dieser hochalpine Weg wurde bereits im Jahr 1899 eröffnet und führt über die Gipfel von Steinschartenkopf (2615 m) und Bockkarkopf. Von dem meist mit Drahtseilen versicherten Weg können auch die Gipfel von Hohem Licht und Mädelegabel (2645 m) auf markierten Wegen erreicht werden, die jedoch nicht Teil des Weges sind. Als Stützpunkte dienen dabei die Rappensee- und Kemptner Hütte.
Bis auf einige Gipfel im Bereich der Rappenalpen, so beispielsweise dem Biber- oder Rappenseekopf, sind die meisten Berge nicht mit Wegen erschlossen.

### Klettern
Der bekannteste Kletterberg des Zentralen Hauptkamms ist die Trettachspitze. Selbst der Normalweg erfordert Kletterkönnen im III. Schwierigkeitsgrad. Durch jede Wand führen weitere Kletterrouten.
Regelmäßig wiederholt werden jedoch nur die Routen Schwarzer Riß (Schwierigkeit V+), Spiel der Geister (VII), sowie The show must go on (VI), die sich ebenfalls in der Westwand befinden. Die anderen Routen werden wegen
der langen und gefährlichen Zustiege, des oft brüchigen Gesteins und der schlechten Sicherungsmöglichkeiten kaum wiederholt.
Aufgrund des kurzen Zustieges von Lechleiten, der meist guten Absicherung mit Bohrhaken und den moderaten Schwierigkeiten (III bis V. Schwierigkeitsgrad) hat sich der Schwerpunkt der Kletteraktivität in den letzten Jahren auf die Südwestwand des Biberkopfes verlagert. In Lechleiten und in der Lechschlucht zwischen Steeg und Lechleiten gibt es mehrere neu eingerichtete Klettergärten.
Auch an den anderen Bergen des zentralen Hauptkamms finden sich Klettereien unterschiedlicher Schwierigkeit, die jedoch auf Grund ihres langen Zustieges, geringer Wandhöhen und oft brüchigen Gesteins von untergeordneter Bedeutung sind. Einige wurden seit Jahrzehnten nicht mehr wiederholt.

### Skibergsteigen
Die steilen, oft felsigen Gipfelanstiege, die von tief eingerissenen Tobeln zerfurchten Flanken und die langen Zustiege machen dieses Gebiet zu einem der anspruchsvollen Skitourenrevier. Dennoch werden Touren wie die Besteigung der Mädelegabel oder der Heilbronner Weg bei guten Verhältnissen relativ häufig durchgeführt. Dabei werden meist die deutlich leichteren Aufstieg aus dem Lechtal benutzt. Linkerskopf und Trettachrinne gelten als skibergsteigerische Extremklassiker im Allgäu.